# Pseudonus squamiceps
Pseudonus squamiceps är en fiskart som först beskrevs av Lloyd, 1907.  Pseudonus squamiceps ingår i släktet Pseudonus och familjen Bythitidae. Inga underarter finns listade i Catalogue of Life.